# Micomitra pharao
Micomitra pharao är en tvåvingeart som först beskrevs av Paramonov 1928.  Micomitra pharao ingår i släktet Micomitra och familjen svävflugor.
Artens utbredningsområde är Egypten. Inga underarter finns listade i Catalogue of Life.